# Безсердечний (фільм)
«Безсердечний» (англ. Heartless) — психологічний трилер з елементами містики і драми, режисера Філіпа Рідлі, вийшов на екрани в 2009 році. Головні ролі в ньому виконали Джим Стерджесс та Клеманс Поезі.

## Зміст
Джеймі Морган — молодий хлопець з луниною у формі серця на лівій стороні обличчя, а також численними плямами на тілі. Через них його особисте життя не клеїться. У місті, де живе Джеймі, з'являється банда жорстоких вбивць в страхітливих масках, що без причини нападала на випадкових перехожих. Черговими жертвами вбивць стають Джеймі, і його мати. Жінку вбивають, а її син опиняється в лікарні.
Після одужання Джеймі знаходиться на межі самогубства. Його мучить думка, що він не зміг врятувати матір. У той момент, коли хлопець сидить з пістолетом в руці, готуючись убити себе, лунає телефонний дзвінок. Якийсь чоловік каже, що чекає його в одному з хмарочосів міста, фото якого з'являється в телефоні Джеймі.
Джеймі приходить у вказане місце, і зустрічає людину, яка дзвонила йому, і його помічницю, дівчинку Бель. Папа Бі (англ. Papa B), так представився чоловік, пропонує йому операцію: в обмін на красу, яку він йому дасть, Джеймі повинен буде один раз на кілька місяців робити на стінах богохульні графіті. Джеймі погоджується, і Папа Бі дає йому пляшку з горючою рідиною, і запальничку. Він каже, що Джеймі повинен підпалити себе, і все старе згорить. Так і виходить: під обвугленою шкірою знаходиться нова, без родимих плям. Бель розповідає Джеймі, що про його частини угоди більш докладно повинен розповісти Зброяр (англ. Weapons Man), який сам вийде з ним на зв'язок.
Життя Джеймі дуже скоро налагоджується. Він зав'язує стосунки з Тією, дівчиною, яку раніше бачив, але через родимі плями боявся з нею познайомиться. Але все змінюється, коли з'являється Зброяр. Він пояснює, що Папа Бі обдурив Джеймі. Насправді його частина угоди полягає в тому, що в повний місяць він повинен буде вбити людину, вирізати її серце, і покласти на сходи церкви. Джеймі намагається чинити опір, але незабаром розуміє, що ті сили, які представляють Папа Бі і Зброяр, явно сильніші за нього. Сподіваючись, що після вбивства, демони дадуть йому спокій, Джеймі «знімає» хлопця, що займається вуличною проституцією, вбиває його, і виконує всі інструкції, дані зброярів. Але з першим вбивством життя Джеймі не тільки не входить у колишнє русло, але навпаки, все більше і більше перетворюється на кошмар.

## Реліз, нагороди та відгуки
Прем'єра фільму «Безсердечний» відбулася наприкінці серпня 2009 року на Лондонському фестивалі «FrightFest». У березні 2010 року фільм брав участь у конкурсній програмі кінофестивалю «Fantasporto», де був названий найкращим фільмом року, а Філіп Рідлі та Джим Стерджесс стали переможцями в категоріях «Найкращий режисер» і «Найкращий актор» відповідно. 24 травня 2010 року відбулася DVD-прем'єра фільму «Безсердечний» у Великій Британії.
Більшість відгуків на фільм «Безсердечний» — позитивні. Так на сайті Rotten Tomatoes він має 76% позитивних рецензій, на сайті Metacritic його бал становить 58 з 100 (на основі 12 рецензій).

## У ролях
- Джим Стерджес — Джеймі Морган
- Клеманс Поезі — Тія
- Ноель Кларк — Ей Джей
- Люк Тредевей — Лі Морган
- Джозеф Моул — Папа Бі
- Едді Марсан — людина-зброя
- Тімоті Сполл — Джордж Морган
- Рут Шин — Меріон Морган